# 8770 Totanus
A 8770 Totanus (ideiglenes jelöléssel 3076 T-2) a Naprendszer kisbolygóövében található aszteroida. Cornelis Johannes van Houten, Ingrid van Houten-Groeneveld és Tom Gehrels fedezte fel 1973. szeptember 30-án.